# Jan Masaryk
Jan Garrigue Masaryk (n. 14 septembrie 1886, Vinohrady⁠(d), Regatul Boemiei, Austro-Ungaria – d. 10 martie 1948, Hradčany⁠(d), Cehoslovacia) a fost un diplomat și politician ceh, ce a îndeplinit funcția de ministru de externe al Cehoslovaciei din 1940 până în 1948. Jurnalistul american John Gunther l-a descris pe Masaryk drept „un om curajos, cinstit, turbulent și impulsiv”.

## Primii ani
Născut la Praga, el a fost fiul profesorului și omului politic Tomáš Garrigue Masaryk (care a devenit primul președinte al Cehoslovaciei în 1918) și al Charlottei Garrigue, soția americană a lui Tomáš Garrigue Masaryk. A fost educat la Praga, dar și în Statele Unite ale Americii, unde a rătăcit prin diferite locuri și a trăit de pe urma câștigurilor obținute din prestarea unor munci manuale. S-a întors acasă în 1913 și a servit în Armata Austro-Ungară în timpul Primului Război Mondial. El apoi a intrat în serviciul diplomatic și a devenit însărcinat cu afaceri al Cehoslovaciei în SUA în 1919, post pe care l-a deținut până în 1922. În anul 1925 a fost numit ambasador în Marea Britanie. Tatăl său a demisionat din funcția de președinte în 1935 și a murit doi ani mai târziu. El a fost urmat de Edvard Beneš.

## În timpul războiului
În septembrie 1938 Sudeții au fost ocupați de armata germană și Masaryk a demisionat din funcția de ambasador în semn de protest, deși a rămas la Londra. Alți membri ai guvernului, inclusiv Beneš, au demisionat, de asemenea. În martie 1939 Germania a ocupat celelalte părți rămase ale provinciilor cehe Boemia și Moravia și a înființat un stat slovac marionetă în Slovacia. Odată cu constituirea în 1940 a guvernului cehoslovac în exil în Marea Britanie, Masaryk a fost numit ministru de externe. În timpul războiului a realizat în mod regulat emisiuni  la radio BBC pentru Cehoslovacia ocupată. A avut un apartament în zona Westminster Gardens, Marsham Street din Londra, dar a stat adesea la reședința Cancelariei Cehoslovace din Wingrave sau cu președintele Beneš la Aston Abbotts, amândouă aproape de Aylesbury în Buckinghamshire. În 1942 Masaryk a obținut un doctorat în drept la Bates College.

## După război
Masaryk a rămas ministru de externe în urma eliberării Cehoslovaciei, ca parte a unui guvern pluri-partid al Frontului Național dominat de comuniști. Comuniștii conduși de Klement Gottwald și-au consolidat poziția după alegerile din 1946, dar Masaryk a rămas ministru de externe. El a fost preocupat de păstrarea relațiilor de prietenie cu Uniunea Sovietică, dar a fost consternat de veto-ul față de participarea Cehoslovaciei la Planul Marshall.
Cehoslovacia a vândut arme statului Israel în Războiul Arabo-Israelian din 1948. Livrările de armament din Cehoslovacia s-au dovedit importante pentru fondarea statului Israel. Primul contract a fost semnat pe 14 ianuarie 1948 de către Jan Masaryk, ministrul cehoslovac de externe.
În februarie 1948, majoritatea membrilor necomuniști ai guvernului au demisionat, sperând să forțeze organizarea de noi alegeri, dar în locul alegerilor a fost format un guvern comunist condus de Gottwald în ceea ce a devenit cunoscut sub numele de Lovitura de stat din Cehoslovacia (Februarie Victorios în Blocul Estic). Masaryk a rămas ministru de externe și a fost singurul ministru proeminent din noul guvern care nu a fost nici comunist, nici tovarăș de drum. Cu toate acestea, se pare că a fost nesigur cu privire la decizia sa și este posibil să-și fi regretat decizia de a nu se opune loviturii de stat comuniste prin adresarea către poporul ceh prin intermediul postului național de radio, unde a fost o celebritate foarte iubită.

## Moartea

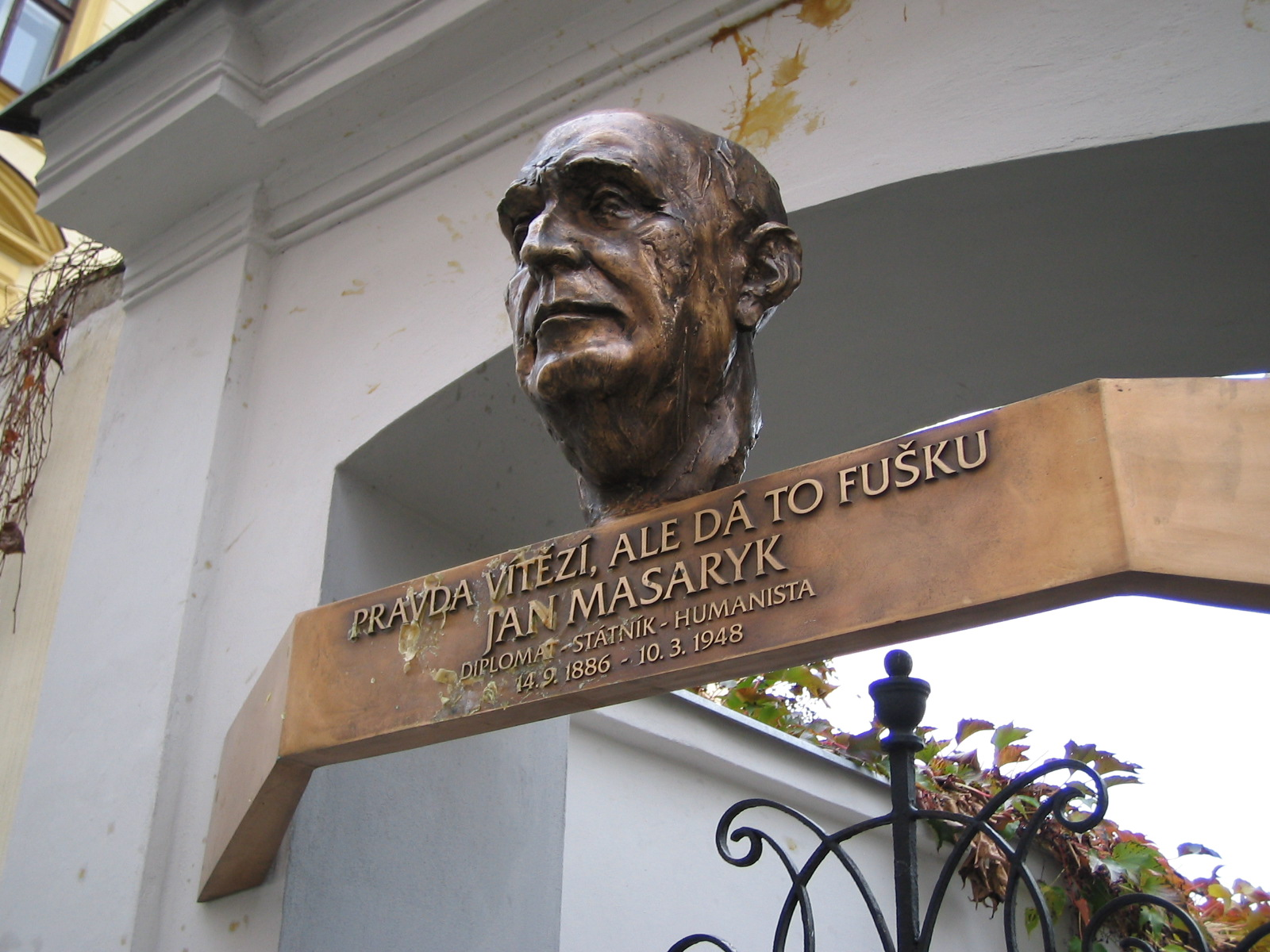
Placă memorială cu citatul lui Masaryk „Pravda vítězí, ale dá to fušku” (Adevărul triumfă, dar e o rutină). Este o trimitere la moto-ul național cehoslovac Veritas vincit (Adevărul învinge).

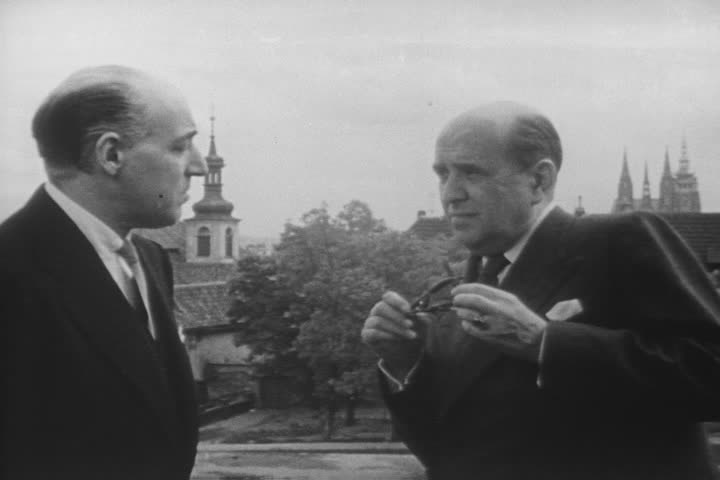
Jan Masaryk cu Laurence Steinhardt, ambasadorul Statelor Unite în Cehoslovacia.

Pe 10 martie 1948 Masaryk a fost găsit mort, îmbrăcat doar în pijama, în curtea Ministerului de Externe (Palatul Černín din Praga), sub fereastra de la baia sa. Ancheta inițială realizată de către Ministerul de Interne a precizat că el nu s-a sinucis, sărind de la fereastră, deși s-a crezut o lungă perioadă de timp că a fost ucis de guvernul comunist în formare. (A circulat în țară o astfel de glumă: „Jan Masaryk a fost un om foarte ordonat. Era un om atât de ordonat că, atunci când a sărit, a închis fereastra după el.”) Într-o a doua anchetă desfășurată în 1968, în timpul Primăverii de la Praga, moartea lui Masaryk a fost catalogată un accident, nefiind exclusă o crimă, și o a treia investigație de la începutul anilor 1990, după Revoluția de Catifea, a concluzionat că a fost o crimă.
Discuțiile despre circumstanțele misterioase ale morții sale au continuat pentru ceva timp. Cei care cred că Masaryk a fost ucis au numit-o A treia defenestrație de la Praga și o susțin prin prezența de urme de unghii și de pete de fecale pe pervazul ferestrei de unde a căzut Masaryk, precum și prin intenția declarată a lui Masaryk de a pleca a doua zi de la Praga către Londra. Membrii familiei lui Masaryk —inclusiv fosta lui soție, Frances Crane Leatherbee, o fostă rudă pe nume Sylvia E. Crane și sora lui, Alice Masaryková — și-au afirmat convingerea că el s-ar fi sinucis, potrivit unei scrisori scrise de Sylvia E. Crane pentru The New York Times, și au considerat posibilitatea crimei ca un „clișeu al Războiului Rece”. Un raport al poliției din Praga din 2004 a conchis în urma cercetării criminalistice că Masaryk a fost aruncat, într-adevăr, pe fereastră în scopul de a fi ucis. Acest raport a fost aparent confirmat în 2006, când un jurnalist rus a susținut că mama lui îl cunoștea pe agentul de informații rus care l-a aruncat pe Masaryk prin fereastra băii de vest a apartamentului lui Masaryk.
Dezertorul cel mai înalt în rang din Blocul Sovietic, gen. lt. Ion Mihai Pacepa, a descris o conversație cu Nicolae Ceaușescu, care i-ar fi spus despre „zece conducători internaționali pe care Kremlinul i-a omorât sau a încercat să-i omoare”. Jan Masaryk a fost unul dintre ei.

## Viața privată
Din 1924 și până la divorțul lor în 1931, Masaryk a fost căsătorit cu Frances Crane Leatherbee (1887-1954). Moștenitoare a unei averi cu conducte, supape și lifturi și fosta soție a lui Robert Leatherbee, ea a fost fiica lui Charles R. Crane, ministrul SUA în China; și sora lui Richard Teller Crane II, ambasadorul SUA în Cehoslovacia. Prin această căsătorie, Masaryk a avut trei copii vitregi: Charles Leatherbee, Robert Leatherbee Jr., și Richard Crane Leatherbee. Fiul său vitreg Charles Leatherbee (absolvent de Harvard în 1929) a fost cofondator în 1928 al University Players, o societate pe acțiuni din Falmouth, Massachusetts, împreună cu Bretaigne Windust. S-a căsătorit cu Mary Lee Logan, sora mai mică a lui Joshua Logan, care a devenit unul dintre co-directorii de la University Players în 1931.
Masaryk a fost un pianist amator talentat. În această calitate, el a acompaniat-o pe Jarmila Novotná într-un recital de cântece populare cehe înregistrat pentru a comemora victimele masacrului nazist de la Lidice.
La momentul morții sale, Masaryk intenționa să se căsătorească cu scriitoarea americană Marcia Davenport.